# Китри (Мерт и Мозел)
Китри (фр. Cutry) насеље је и општина у североисточној Француској у региону Лорена, у департману Мерт и Мозел која припада префектури Брије.
По подацима из 2011. године у општини је живело 983 становника, а густина насељености је износила 164,66 становника/km². Општина се простире на површини од 5,97 km². Налази се на средњој надморској висини од 342 метара (максималној 393 m, а минималној 242 m).

## Демографија
| 1962. | 1968. | 1975. | 1982. | 1990. | 1999. | 2011. |
| ----- | ----- | ----- | ----- | ----- | ----- | ----- |
| 699   | 872   | 1.096 | 1.048 | 887   | 903   | 983   |

График промене броја становника у току последњих година